# David Copperfield (film, 1935)
Pour les articles homonymes, voir David Copperfield (homonymie) et Copperfield.
Pour plus de détails, voir Fiche technique et Distribution.
David Copperfield (Personal History, Adventures, Experience, and Observation of David Copperfield the Younger) est un film américain en noir et blanc réalisé par George Cukor, sorti en 1935. 
Après trois versions muettes, ce film est la première adaptation sonore du roman David Copperfield écrit par Charles Dickens en 1850.

## Synopsis
Début du XIXe siècle, en Angleterre. David Copperfield vient de perdre sa mère. Son beau-père, M. Murdstone, l'envoie à Londres chez les Micawber. Puis il part chez sa tante Betsey, une dame un peu loufoque. Le jeune David devient écrivain et se marie.

## Fiche technique
- Titre : David Copperfield
- Sous-titre : Personal History, Adventures, Experience, and Observation of David Copperfield the Younger
- Réalisation : George Cukor, assisté de John Waters,  Joseph Newman et Leontine Sagan (tous trois non crédités)
- Scénario et adaptation : Howard Estabrook, Hugh Walpole et Lenore J. Coffee, d'après le roman David Copperfield de Charles Dickens (1850)
- Musique : Herbert Stothart
- Direction artistique : Cedric Gibbons, Merril Pye et Edwin B. Willis
- Décors de plateau : Hugh Hunt
- Costumes : Dolly Tree
- Photographie : Oliver T. Marsh
- Montage : Robert Kern
- Producteur : David O. Selznick
- Société de production : Metro-Goldwyn-Mayer
- Pays de production :  États-Unis
- Langue originale : anglais américain
- Format : noir et blanc — 35 mm — 1,37:1 — son : mono (Western Electric Sound System)
- Genre : drame
- Durée : 130 minutes (2 h 10)
- Dates de sortie :
  - États-Unis : 8 janvier 1935 (première)
  - France : 20 novembre 1935

## Distribution
- Lionel Barrymore : Dan Peggotty
- W. C. Fields : M. Micawber
- Freddie Bartholomew : David Copperfield enfant
- Frank Lawton : David Copperfield adulte
- Maureen O'Sullivan : Dora
- Madge Evans : Agnès
- Edna May Oliver : tante Betsey
- Lewis Stone : M. Wickfield
- Elizabeth Allan : Mme Copperfield
- Basil Rathbone : M. Murdstone
- Violet Kemble Cooper : Jane Murdstone
- Elsa Lanchester : Clickett
- Jessie Ralph : la nurse Peggotty
- Harry Beresford : Dr Chillip
- Hugh Walpole : le vicaire
- Herbert Mundin : Barkis
- John Buckler : Ham
- Una O'Connor : Mme Gummidge
- Jean Cadell : Mme Micawber
- Roland Young : Uriah Heep
- Ivan Simpson : Littimer

Acteurs non crédités
- Lionel Belmore : un portier
- E.E. Clive : un créancier
- Margaret Seddon : la tante de Dora
- Arthur Treacher : l'homme avec l'âne, volant son argent à David

## Autour du film
C’est Charles Laughton qui devait jouer le rôle finalement attribué à W.C. Fields.